# Route 140 (Ontario)
Pour les articles homonymes, voir Route 140.
La route 140 est une route provinciale de l'Ontario reliant la route 3 au Tunnel de la Main Street sous le canal Welland. De courte distance, elle ne possède qu'une longueur de 11 kilomètres.

## Tracé Route 140

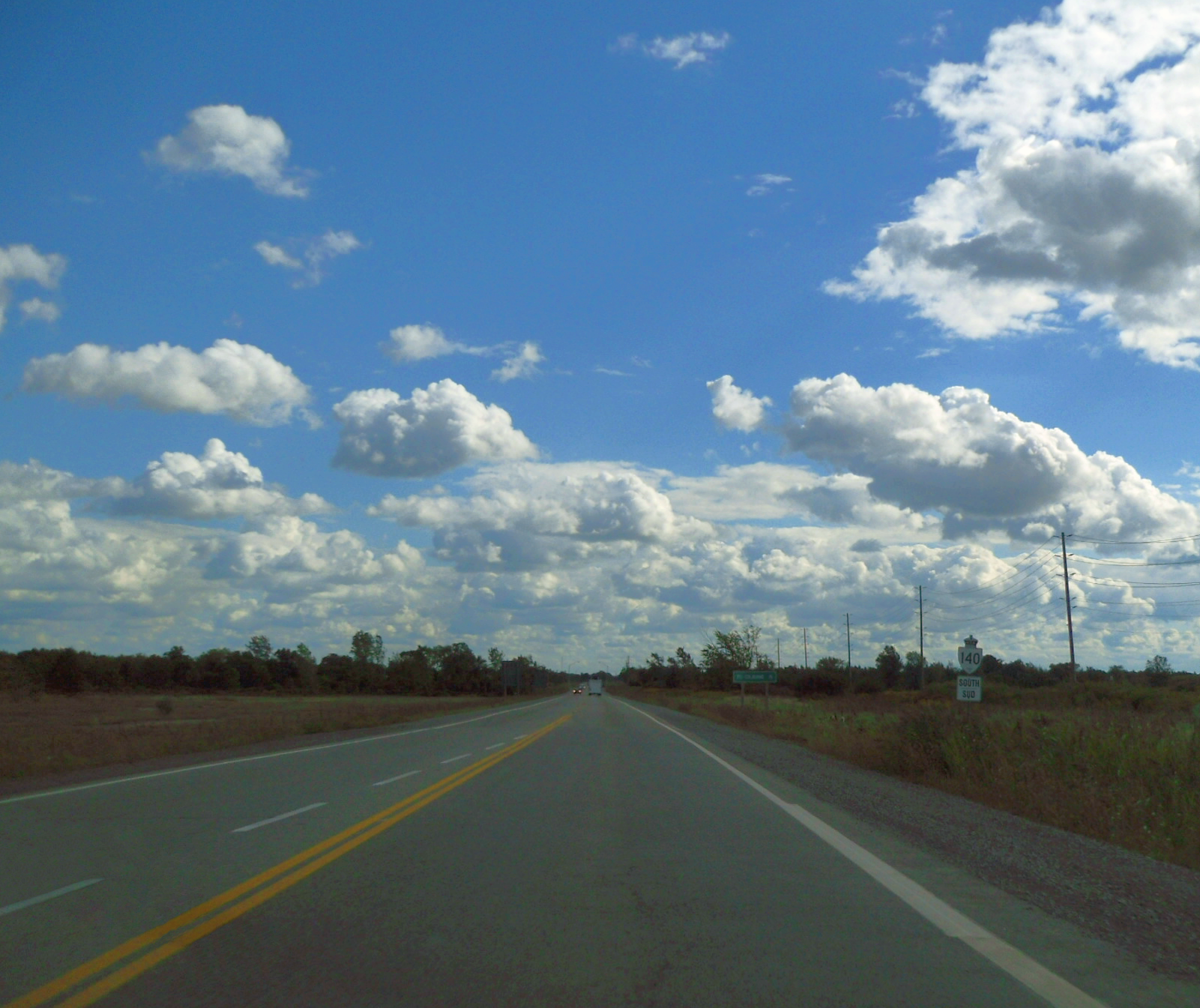
La route 140, en direction sud, directement au sud du tunnel sous le canal Welland.

La route 140 débute à l'est de Port Colborne, sur la route 3, en direction de Port Colborne ou de Fort Érié. Elle se dirige ensuite vers le nord pendant le 11 kilomètres suivant la rive est du Canal Welland  en croisant notamment la route 58A. À Cooks Mills, elle se termine sur une intersection en T, juste à l'est du canal de Main St. en direction de Welland et de l'autoroute 406, vers Saint Catharines.

## Intersections
| Route 140 |               |      |                                                  |                   |
| District  | Ville         | km   | Intersection/Destinations                        | Notes             |
| Niagara   | Port Colborne | 0    | Route 3 (Main Street)                            | Début de la route |
| Niagara   | Port Colborne | 7,1  | Route 58 (Netherby Road)                         |                   |
| Niagara   | Welland       | 10,9 | Regional Route 27, Welland vers Saint Catharines | Fin de la route   |